# 허승
허승(許升, ? ~ 1180년)은 고려 중기의 무신이다.
본래는 정중부, 정균, 송유인 등과 가까운 사이였으나 1179년 경대승의 설득으로 인해 그들을 제거하는데 동참한다.
이후 권력을 잡고 방자하게 살다가 1180년 경대승에게 살해당했다.

## 허승이 등장한 작품
- 《무인시대》(KBS, 2003년~2004년, 배우:이일재)